# Cèsar August Torras
Cèsar August Torras i Ferreri (5. července 1852, Barcelona – 22. června 1923, tamtéž) byl španělský horolezec, fotograf a průkopník-propagátor turistiky v Katalánsku.

## Životopis
Jako mladý chodil s Jacinto Verdaguerem a dalšími osobnostmi spřízněnými s horskou turistikou. V roce 1885 ředsedal Katalánské asociaci vědeckých exkurzí a Centro Excursionista de Cataluña ve dvou fázích: V letech 1902–1915 a 1921–1923. Byl propagátorem prvního útočiště v Katalánsku v roce 1907 – Ulldeteru – a také propagoval kongresy výletníků v letech 1910 až 1913. Byl předsedou Ligy výletníků (1920), první katalánské výletní organizace a zárodku Federace výletních entit Katalánska (FEKT). V roce 1921 prosazoval vyhlášení národního parku pro zales něnou oblast Gresolet.
Navzdory skutečnosti, že byl profesionálním burzovním makléřem, jeho vášeň pro hory ho přivedla k úpravě průvodců Katalánskými Pyrenejemi (1902–1924), které představují důležitý milník v turistické bibliografii počátku 20. století. Měl mnoho přednášek a napsal několik brožur.
Jako pocta nese jeho jméno útočiště Prat d'Aguiló. El Centro Excursionista de Cataluña ho jmenoval čestným prezidentem.

## Galerie

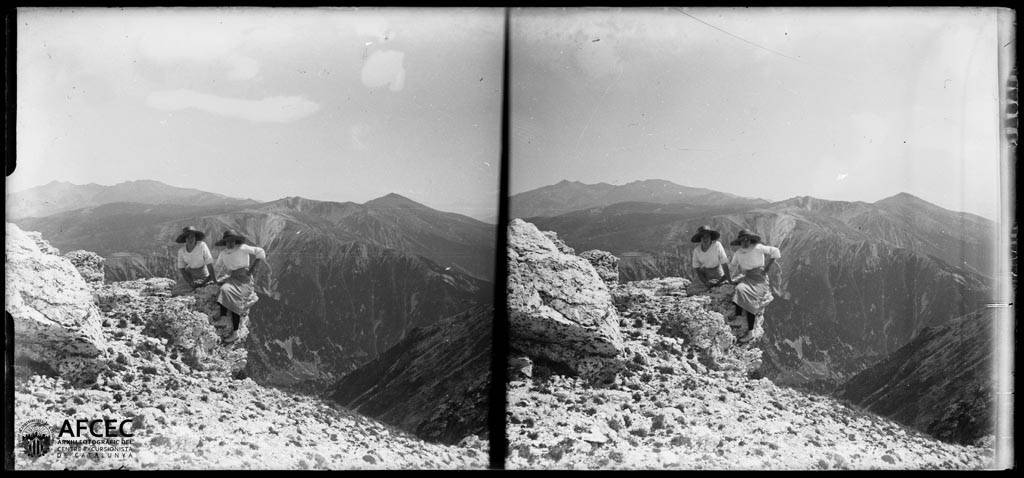
Dues dones al cim del Gra de Fajol i vista del puig de la Llosa i el Canigó al fons
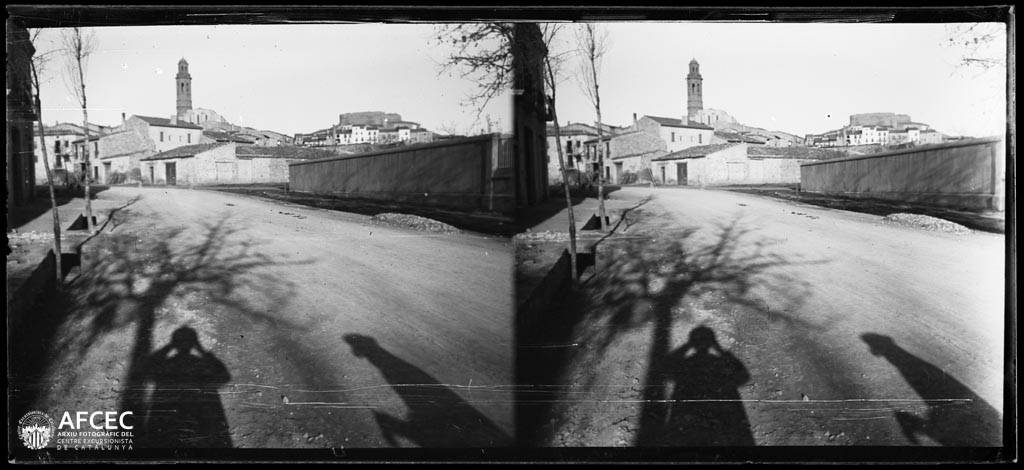
El poble de Calaf des dels afores
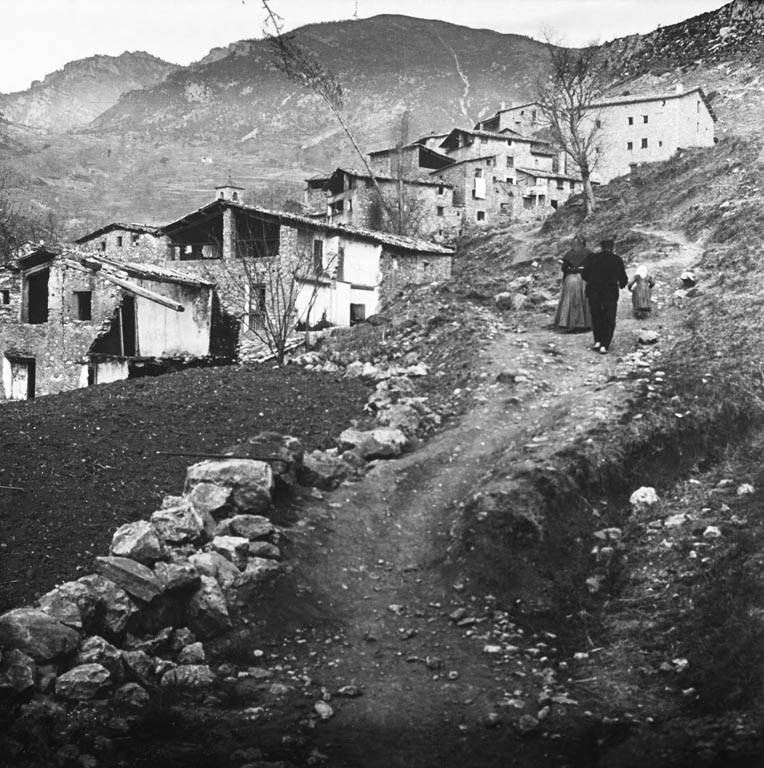
El Pont Raventí, a Cercs
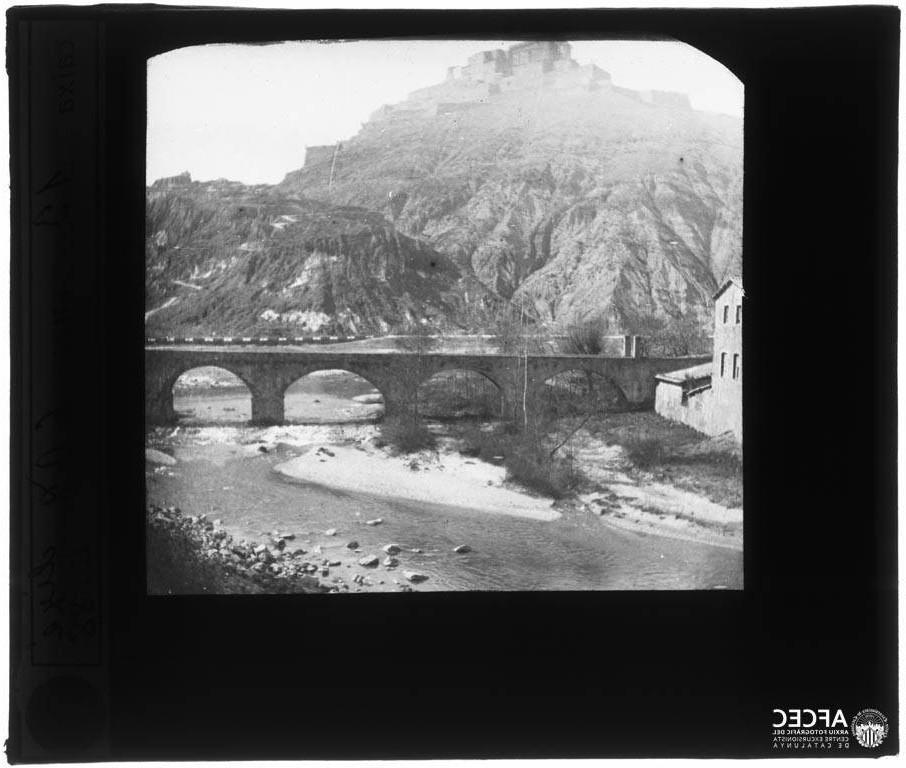
El pont de la Coromina i el riu Cardener amb el castell de Cardona al fons
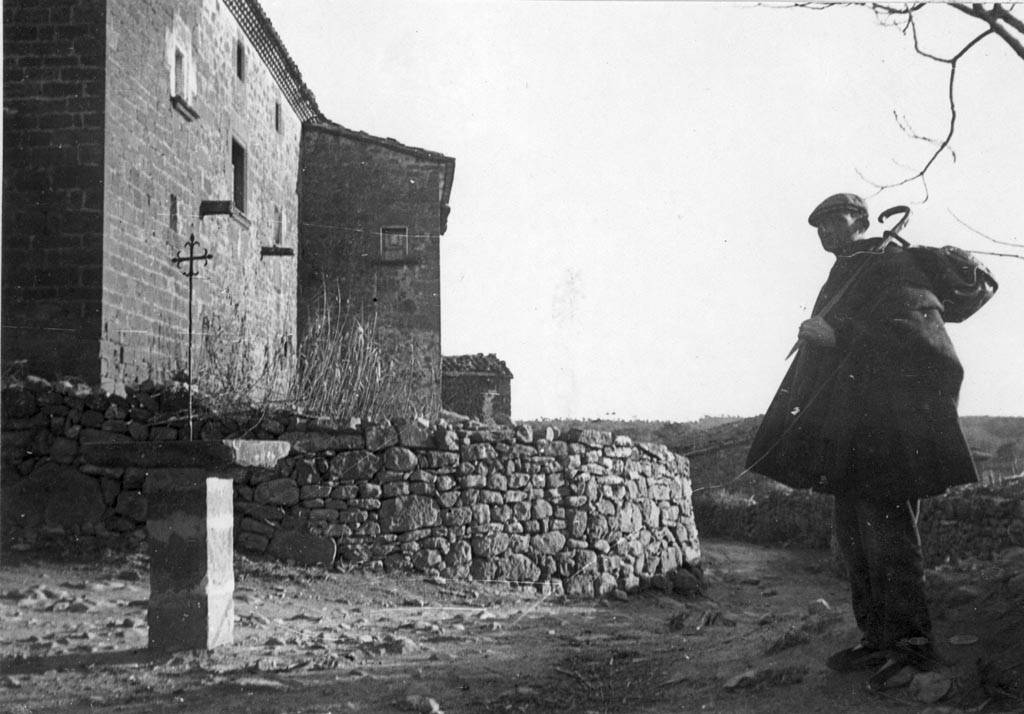
Home en un camí, davant d'una masia de Sant Cristófol de Freixanet
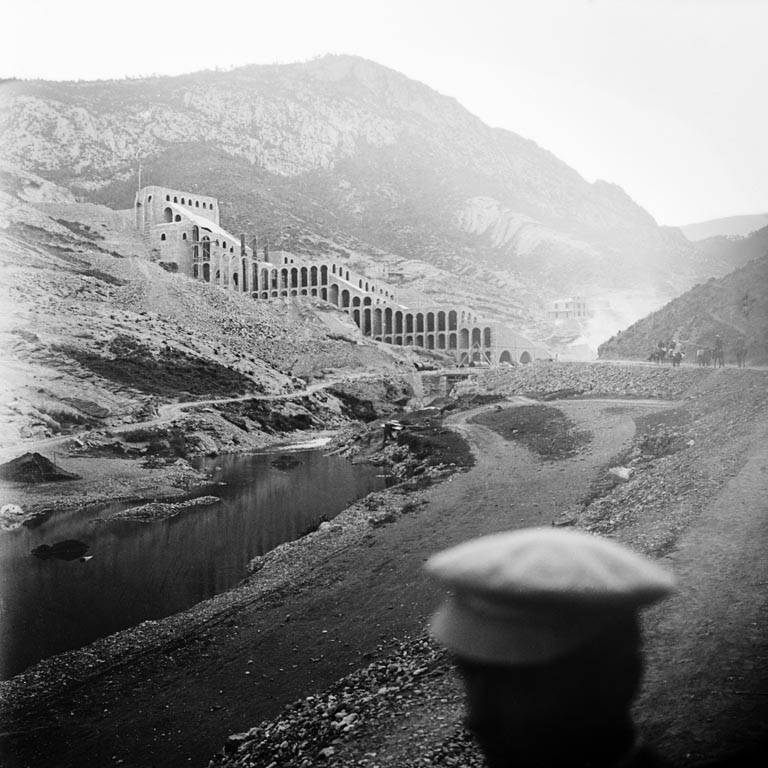
La fàbrica de ciment Asland del Clot del Moro
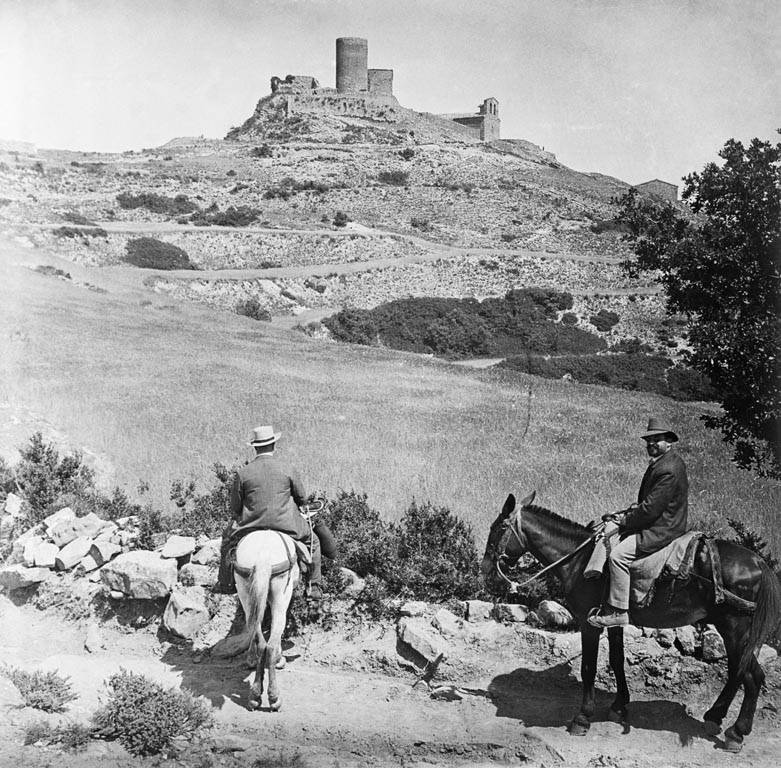
Torre del Castell de Boixadors i l'església de Església de Sant Pere de Boixadors, camí de Castelltallat
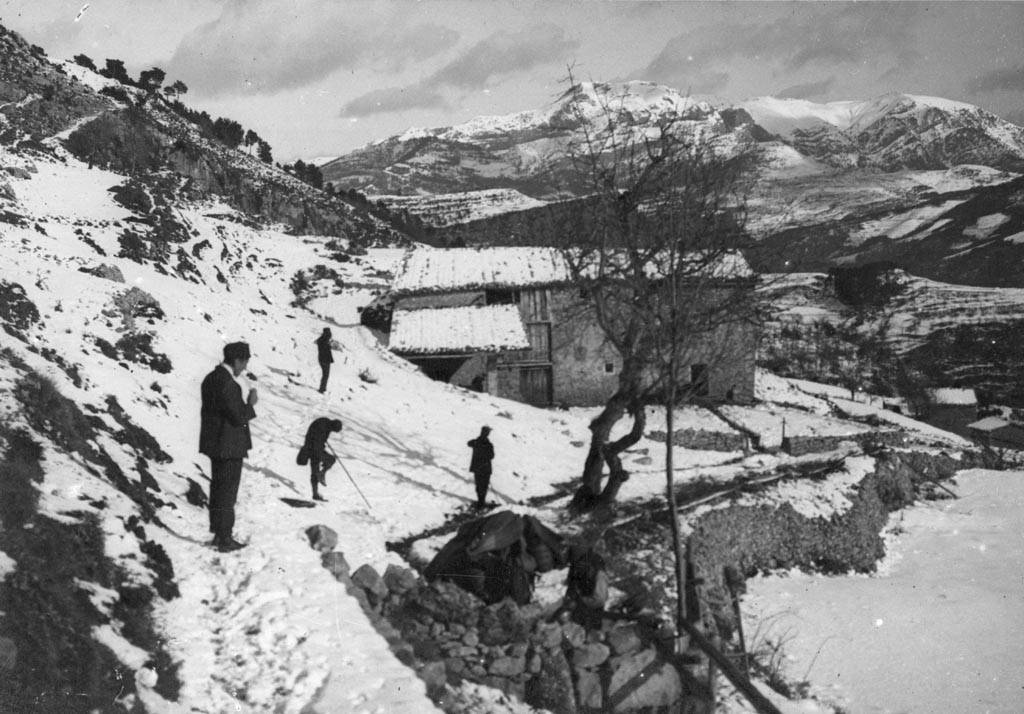
Vista lateral de Can Blanch nevat i diversos homes